# بهزاد بلور
بهزاد بلور یا بهزاد بلورفروشان (زادهٔ ۳ فروردین ۱۳۴۴، تهران) از روزنامه‌نگاران و تهیه‌کنندگان ارشد سابق بی‌بی‌سی فارسی از سال ۱۳۶۹ تا ۱۴۰۲ و تهیه‌کننده و کارگردان سابق برنامه «بلور بنفش» است.

## زندگی و فعالیت‌ها

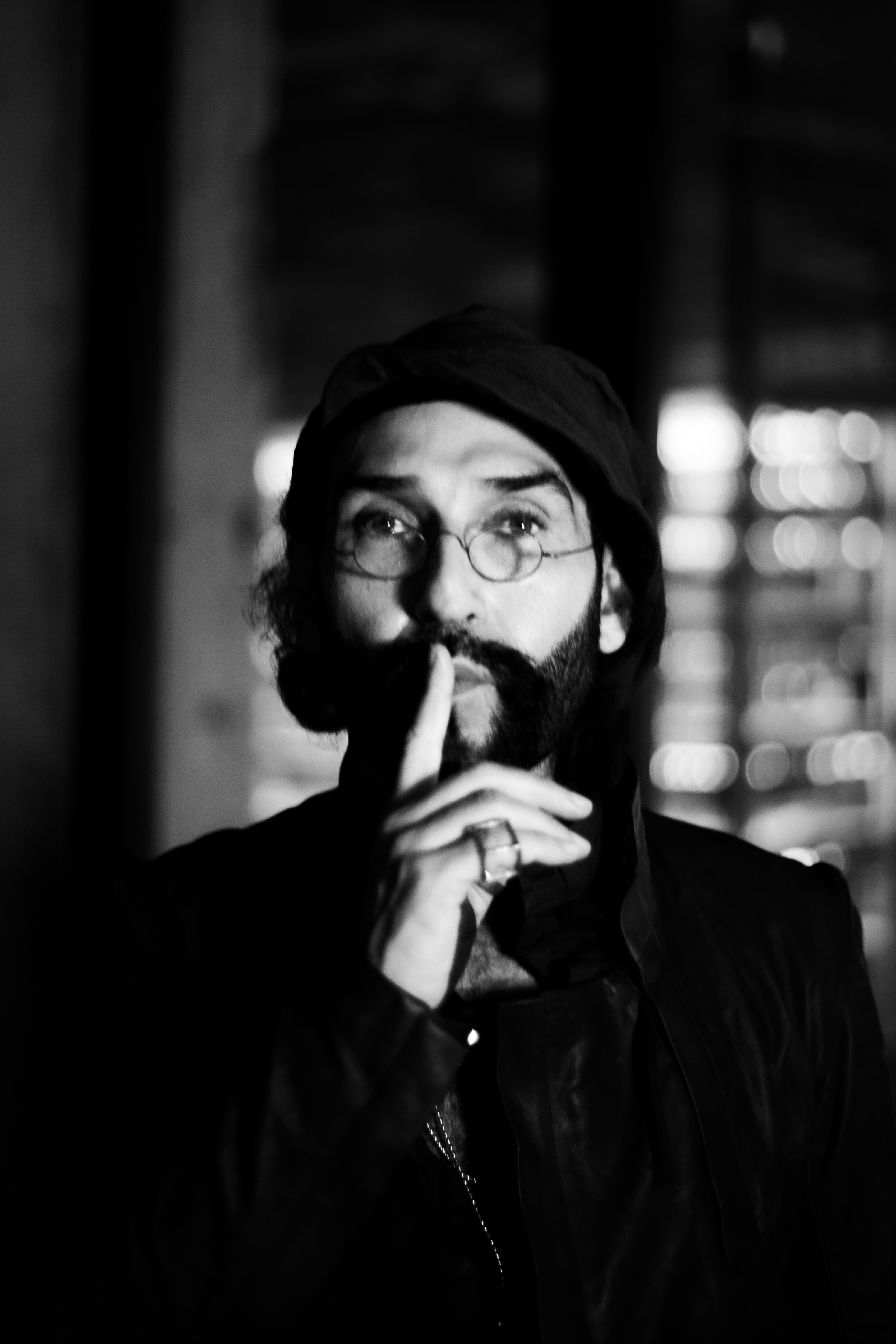
بهزاد بلور یا بهزاد بلورفروشان

او در سن ۱۵ سالگی موفق به دریافت جایزه ملی هنرهای زیبای دبیرستان‌های ایران شد و به مطالعه موسیقی سنتی ایرانی روی آورد، در سال ۱۳۶۲ ایران را ترک کرد و به طراحی مُد، طراحی داخلی و نقاشی‌های دیواری هنری روی آورد و یک آلبوم سنتی فارسی را ضبط کرد که در سال ۱۳۶۹ راه وی را در تهیه برنامه‌های موسیقی و جوانان، اجرا و تهیه‌کنندگی به رادیوی بی‌بی‌سی فارسی باز کرد و در ادامه مجله تفریحی «روز هفتم» را تهیه کرد.
برنامه «تاریخ بوسه» یا پیشینه بوسه از وی برای سرویس جهانی بی‌بی‌سی همانند دیگر برنامه‌هایش نامزد جوایز متعددی شد. او در سری فیلم‌های پویانمایی آسودگی‌های مخلوق در نقش یک نریان حاضر شده‌است و پروژه داستان مصور زیگ‌زاگ بی‌بی‌سی را مدیریت کرده‌است.
او صفحه وب پربازدید تفریحی بی‌بی‌سی فارسی را راه‌اندازی کرد، پخش زنده کنسرت‌های ایرانی در اروپا و دوبی را مدیریت کرد و از همان آغاز فعالیتش در دهه ۱۹۹۰ فرهنگ و موسیقی زیرزمینی ایرانی را حمایت کرده‌است. وی همچنین در سازماندهی رویدادهای متعدد فرهنگی در بریتانیا و آسیای مرکزی درگیر بوده‌است. همچنین از سال ۲۰۰۰ روزنامه‌نگاران جوان در افغانستان و ایران را آموزش می‌داده‌است.
وی در برنامه چندشنبه با سینا گفت که تأکید خاصی بر عدم استفاده از واژه‌های غیرفارسی در زبان فارسی دارد، همچنین دربارهٔ تزئینات همراهش از یونان و سودان، تنوع کلاه‌هایش و استفاده خودش از گل روی کلاه و دلیل استفاده از کلاه صحبت کرد.
او در ۳۰ اسفند ۱۳۸۷ در پابلیک رادیو اینترنشنال ایالات متحده ترکیبی از نوروز و موسیقی را به مناسبت سال نوی ایرانی ارائه کرد.

## بلور بنفش
او دربارهٔ انتخاب نام برنامه بلور بنفش گفت که علی‌رغم اینکه به رنگ بنفش علاقه‌ای ندارد به دلیل هدف مرزشکن بودن این برنامه قرار بوده‌است که نام آن از اصطلاح نوی «جیغ بنفش» هوشنگ ایرانی گرفته شود که به دلیل اختلاف نظر بر سر واژه جیغ از بلور استفاده شد. بلور بنفش به معرفی هنرمندان دنیای موسیقی و اجرا‌های زنده آن‌ها اختصاص داشت. در این برنامه بهزاد بلور به شهر‌های مختلف جهان سفر می‌کرد و با هنرمندان به گفتگو می‌پرداخت. وی در سری‌های متفاوت این برنامه به بررسی موسیقی، هنر و فرهنگ ایرانی و خاورمیانه به صورت مهاجر در نقاط مختلف دنیا و با هنرمندان به گفتگو می‌پرداخت از جمله مستند تاجیکستان و رودکی، مجموعه سریال موسیقی ایرانی در آمریکا، ایرانیان مهاجر گرجستان و ویژه‌برنامه‌هایی چون شب یلدا در تاجیکستان.
بهزاد بلور که از دوره رادیو بی‌بی‌سی و پیش از فعالیت تلویزیون بی‌بی‌سی فارسی با این مجموعه همکاری می‌کرد، پس از ۳۳ سال همکاری در اواخر اسفندماه ۱۴۰۲ و در آستانه برنامه نوروزی بی‌بی‌سی فارسی اعلام کرد از بی‌بی‌سی جدا شده و در ادامه برنامه بلور بنفش نیز جمع شد و در تا هفته‌های بعد، بی‌بی‌بی فارسی گلچینی از آهنگ‌هایی که خواننده‌ها در دوره حضور بلور برای این شبکه خوانده‌ بودند را به جای بلور بنفش پخش شد.
وی در واکنش گفت: «اصلا حال خوشی ندارم و ضربان قلبم بالاست. بی‌بی‌سی فارسی برنامه بلور بنفش و نام من را حذف کرده است؛ به‌طوریکه انگار اصلا وجود خارجی نداشته‌ام. من برای بی‌بی‌سی فارسی ۳۳ سال خدمت کردم و در کوچکترین شهر‌ها دنبال هنرمندان مختلف و فرهنگ ایران رفتم، ولی این شبکه اسم من را از آرشیوش پاک کرد».

## جوایز
- جایزه ملی هنرهای زیبای دبیرستان‌های ایران در سن ۱۵ سالگی[۴]
- برنده سومین دوره جوایز آکادمی جهانی هنر، ادبیات و رسانه[۳]